# Brethesiella flava
Brethesiella flava is een vliesvleugelig insect uit de familie Encyrtidae. De wetenschappelijke naam is voor het eerst geldig gepubliceerd in 1926 door Philip Hunter Timberlake.